# Gryon cromion
Gryon cromion är en stekelart som beskrevs av Mikhail Vasilievich Kozlov och Lê 1997. Gryon cromion ingår i släktet Gryon och familjen Scelionidae. Inga underarter finns listade i Catalogue of Life.